# Mumia Abu-Jamal

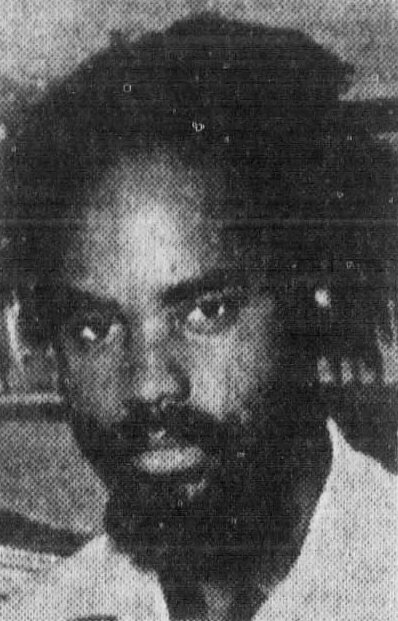

Mumia Abu-Jamal född Wesley Cook 24 april 1954 i Philadelphia, Pennsylvania, är en amerikansk fånge dömd för mordet på polismannen Daniel Faulkner i Philadelphia. Han dömdes till döden 1982, men hans straff ändrades 2011 till livstids fängelse. 1995 och 1999 förhindrade protester från en internationell opinion Abu-Jamals avrättning. Abu-Jamal var medlem i Svarta pantrarna i Philadelphia och anses av somliga vara en politisk fånge.

## Biografi
Abu-Jamal föddes som Wesley Cook i Philadelphia. Hans mamma och pappa var från landsbygden och hade flyttat till Philadelphia från södern i jakt efter jobb. Abu-Jamal växte upp i en stor familj i ett slumområde. Trots alla svårigheter var det ändå en lycklig och stabil familj med kärleksfulla föräldrar. Under sin uppväxt älskade Abu-Jamal att läsa och kunde göra så innan han började första klass. När pojkarna i hans område var ute och lekte var Abu-Jamal på det lokala biblioteket och läste. Han gillade också att besöka olika lokala religiösa ledare. Innan Abu-Jamal började gymnasiet dog hans pappa i en hjärtattack. Detta gjorde att han blev tvungen att ta mer hand om sina bröder.
1967, när Abu-Jamal gick på högstadiet, var en tid av stora politiska förändringar i Philadelphia. En lärare i swahili gav Abu-Jamal hans nya namn Mumia. När han var 14 år var han väl insatt i konceptet om svart identitet, frihet, jämlikhet och afroamerikanernas historiska kamp. Det var också samma år som han på nära håll fick se vad polisbrutalitet var. Han och några kompisar hade bestämt sig för att gå på en demonstration mot guvernören George Wallace, som hade bestämt sig för att ställa upp i presidentvalet. När de var på väg hem blev de attackerade av några vita män. Abu-Jamal fick då syn på en polis och ropade på honom. Polismannen gick fram till Abu-Jamal och sparkade honom i ansiktet. Efter den incidenten började Abu-Jamal ägna allt mer tid åt de Svarta Pantrarna. Han blev en av grundarna till den lokala delen av Svarta Pantrarna i Philadelphia. Vid 15 års ålder blev han ansvarig för Svarta Pantrarnas tidning i Philadelphia.
I början av 1970-talet lämnade Abu-Jamal organisationen i besvikelse över att den höll på att splittras. 1971 fick Abu-Jamal sitt första barn, Jamal, och bytte därefter sitt efternamn Cook till Abu-Jamal som betyder "pappa till Jamal". Under 1970-talet jobbade Abu-Jamal på olika radiostationer och blev känd som "the voice of voiceless".

## Mordnatten och rättegången mot Abu-Jamal
Den 9 december 1981 stoppade polismannen Daniel Faulkner en bil som tillhörde Abu-Jamals bror William Cook. Abu-Jamal arbetade som taxichaufför och stod parkerad tvärs över gatan. Han fick syn på sin bror och sprang fram till honom. Några minuter senare, när fler poliser anlänt, var både Daniel Faulkner och Abu-Jamal skottskadade. Abu-Jamals pistol, för vilken han hade vapenlicens, låg några meter från honom där han satt efter att ha blivit skjuten i bröstet.
Den polisman, som först anlände till scenen vittnade om att han sparkat Abu-Jamal i ansiktet då han trodde att Abu-Jamal sträckte sig efter sin pistol. Fler poliser anslöt och slog Abu-Jamal med batonger och knytnävar samt körde hans huvud mot en lyktstolpe. Abu-Jamal låg sedan i en polisbil i en halvtimme innan de körde honom till sjukhuset. När de kom fram till sjukhuset släppte de Abu-Jamal på golvet i entrén. Poliserna omringade Abu-Jamal och började sparka på honom.
Rättegången mot Abu-Jamal inleddes den 2 juni 1982. Domare i fallet var Albert Sabo. Han var tidigare sheriff i Philadelphia och detta har väckt frågor som om han var lämpad att leda över ett mål där den försvarande var anklagad för att ha mördat en polis. Han hade också som domare lett rättegångar där 31 av de försvarande hade dömts till döden, vilket är mer än någon annan domare i USA. Av de 31 var 29 från etniska minoriteter. En undersökning gjord av Philadelphia Inquirer kom fram till att Albert Sabo genom sina utslag, kommentarer och instruktioner till juryn ofta favoriserade åklagarsidan. 2001. kom en kvinna som hade jobbat som sekreterare under Mumias rättegång fram och sade att hon hade hört domare Sabo säga när han diskuterade Abu-Jamals fall: "Yeah, and I'm going to help them fry the nigger".
Abu-Jamals advokat var Anthony Jackson som var utsedd av domstolen. Han var en advokat med liten erfarenhet av rättegångar med dödsstraff som möjlig dom. I en pretrial hearing, ett slags förhör innan rättegången, frågade Abu-Jamal om tillåtelse att representera sig själv eftersom han var missnöjd med Jackson. Domare Ribner som ledde över förhandlingarna godkände det men utsåg Jackson till biträdande advokat. Abu-Jamal kunde själv inte göra utredningar inför rättegången, eftersom han var inspärrad, och var därför beroende av Jackson som biträdande advokat. I en skriftlig försäkran 1995 erkände Jackson att han var oförberedd inför rättegången 1982 och han hade lagt ner alla ansträngningar att göra något tre veckor innan rättegången skulle börja.
Under juryuttagningen tog domare Sabo, på åklagarens förslag, bort Abu-Jamals rätt att försvara sig själv. Detta på grund av Abu-Jamals långsamma tillvägagångssätt att välja ut jurymedlemmar. Efter juryn hade valts ut och rättegången satts igång fick Abu-Jamal tillåtelse att representera sig själv igen. Den spända relationen mellan domare Sabo och Abu-Jamal blev snabbt värre. Sabo fråntog snart Abu-Jamal rätten att försvara sig själv och utsåg återigen Jackson till Abu-Jamals advokat. Jackson protesterade men Sabo godkände inte protesten utan hotade istället Jackson med disciplinära åtgärder, inkluderat fängelse för domstolstrots, om han inte fortsatte som Abu-Jamals advokat. Detta lämnade Abu-Jamal med en advokat som både var oförberedd och ovillig att försvara honom.
Följande dag förde domare Sabo ut Abu-Jamal från domstolen efter några heta ordväxlingar mellan de två. Abu-Jamal skulle under resten av rättegången ofta vara bort från domstolen på grund av att Sabo förde ut honom. Förutom Abu-Jamals brist på dugligt försvar vägrades försvaret tillräckliga tillgångar för att betala en utredare, en rättsläkare och en ballistikexpert. Domstolen vägrade också Jackson en andra advokat som skulle hjälpa honom med försvaret. Juryn som valdes till rättegången bestod av två svarta och fjorton vita. Jurymedlemmarna fick utstå olika behandling från domstolen på grund av deras hudfärg. När Jennie Dawley, svart, bad om att få ledigt så hon kunde ta sin sjuka katt till veterinären avslog domare Sabo hennes begäran. När hon inte följde domstolens order blev hon bortplockad från juryn. När en vit jurymedlem bad om tillåtelse att ta en offentlig tjänstemannaexamen under rättegångstiden godkände Sabo det och sköt fram rättegången.
I juryn ingick också en man vars bästa vän var polis och en kvinna vars man var polis. Under rättegången fick juryn höra vittnesmål från sjukhusvakten Priscilla Durham och polismannen Gary Bell. Enligt dem ska Abu-Jamal, när han fick behandling för sina skottskador, ha sagt "I shot the motherfucker, and I hope the motherfucker dies". 1995 sa även ett tredje vittne, polismannen Gary Wakshul att han hörde Abu-Jamal säga detta. Wakshul var med Abu-Jamal i polisbilen till sjukhuset och stannade även med honom på sjukhuset.
I sin rapport skrev han "The negro male made no comments". Inte heller några av de andra poliserna eller läkarna som var med Abu-Jamal på sjukhuset hörde honom säga något. När Gary Wakshul skulle kallas till rättegången visade det sig att han var på semester. Ett förslag från försvaret att man skulle ta reda på var han befann sig eller ta en paus i rättegången så man kunde ta honom till rätten avslogs av domare Sabo. Juryn informerades aldrig om Gary Wakshuls skriftliga rapport om att Abu-Jamal inte hade sagt något efter mordet på Daniel Faulker. Under rättegången sa även sjukhusvakten Priscilla Durham att hon hade skrivit en lapp och skrivit under att hon hörde Abu-Jamal erkänna mordet. Åklagaren skickade då en man till sjukhuset för att hämta lappen. Han återvände med en osignerad lapp som Priscilla Durham sade att hon aldrig hade sett tidigare. Trots att det inte var originaldokumentet och vittnet inte hade sett lappen tidigare godkände Domare Sabo som bevis.
Under rättegången vittnade tre människor om att de hade sett Abu-Jamal sprungit fram till Daniel Faulkner och skjutit honom i ryggen och sedan i huvudet. Åklagaren och polisen har sagt att de människor som vittnade under rättegången var trovärdiga och inte påverkade av någon. En jämförelse av vad vittnena sade till polisen direkt efter mordet och vad de sa under rättegången visade att de hade ändrat sin berättelse om vad de såg så att den stämde bättre överens med åklagarens bild av händelserna. Ett av vittnena var Cynthia White, en prostituerad som jobbade under natten. Under rättegången vittnade hon om att hon hade sett Abu-Jamal springa fram till Daniel Faulkner och skjuta honom i ryggen och därefter i huvudet. Före rättegången hade hon lämnat fyra skriftliga och en inspelad redogörelse för vad hon hade sett till polisen. I en redogörelse uppskattade hon att den man som sköt Daniel Faulkner var kortare än 1,73 meter. Abu-Jamal är 1,80 meter lång. Det finns bevis som visar att Cynthia White fick olika förmåner från åklagaren och polisen. Några dagar efter mordet på Daniel Faulkner blev hon gripen två gånger för prostitution.
Enligt Abu-Jamals nuvarande advokater har hon aldrig blivit åtalad för de arresteringarna. Ett annat vittne, Veronica Jones som också jobbade som prostituerad vittnade för försvaret. Hon hävdade att polisen hade sagt till henne och Cynthia White att de kunde jobba som prostituerade om de vittnade att de såg Abu-Jamal mörda Daniel Faulkner. Sabo hade dock valt att ta bort juryn från rättegångssalen när hon vittnade. Han sa också att Veronica Jones vittnesmål var inte godtagbara bevis.
Robert Chobert var också ett vittne som under rättegången sade att Abu-Jamal mördade Daniel Faulkner. I Choberts första skriftliga redogörelse till polisen stod det att mördaren sprang iväg. Chobert var taxichaufför och under mordnatten körde han med ett ogiltigt körkort. Polisen har aldrig ställt honom inför rätta för detta.
Chobert hade också tidigare blivit dömd för att ha slängt in en bomb i en skola. Enligt rättegångsregler måste juryn få veta om någon tidigare blivit dömd för ett allvarligt brott så att de kan väga in den personens vittnesmål. Juryn fick inte veta något om detta eller hans ogiltiga körkort.
Ett vittne som vittnade för försvaret var Dessie Hightower, en ung svart man som studerade på college. Trots att han inte såg mordet själv var han ändå det mest trovärdiga vittnet. Han hade tidigare inget kriminellt register och därför ingen anledning till att vittna falskt. Han berättade att han hade varit tillsammans med en kompis den natten och att de skulle gå till en bar. De gick förbi Daniel Faulkner när han gick ut ur sin bil för att prata med William Cook men då inte såg något ovanligt. Det var då de hörde skottlossningen. De gick tillbaks till brottsplatsen och såg en man springa därifrån. Dessie Hightower såg inte Cynthia White på brottsplatsen men Abu-Jamals advokat glömde att fråga honom om det därför juryn fick aldrig veta något. I en intervju några år senare sa Dessie Hightower att polisen var aldrig intresserade av någon annan misstänkt för mordet på Daniel Faulkner än Abu-Jamal. De frågade honom aldrig om mannen som sprang iväg.
I ett rättegångsfall där domen kan resultera i dödsstraff är majoriteten av domstolarna i USA tvungna att ha en särskild prövning där försvaret och åklagaren presenterar bevis och vittnesmål som argumenterar för eller emot en dödsstraffsdom. I Abu-Jamals fall tog denna prövning två timmar. Abu-Jamals advokat kallade inga karaktärsvittnen eller diskuterade en strategi med Abu-Jamals mamma och syster, som båda var villiga att vittna för Abu-Jamal. Under prövningen läste åklagaren upp Abu-Jamals politiska åsikter och uttalanden som han hade gjort när han var tonåring. Åklagaren hävdade att Abu-Jamals politiska åsikter och citat visade att han sedan länge velat döda en polisman. Efter tre timmars förhandlingar kom juryn fram till att Abu-Jamal var skylig till mordet på Daniel Faulkner och dömde honom till döden.

## Överklaganden
1989 överklagades Abu-Jamals dom för första gången till delstaten Pennsylvanias högsta domstol. Domstolen avslog den med motiveringen att inga allvarliga fel begicks i Abu-Jamals rättegång. En svart domare som tidigare uttryckt sig negativt till Abu-Jamals rättegång avstod från att rösta. Det här var en domstol som hade starka band till polisen i Philadelphia.
1992 fick Abu-Jamal en ny advokat, Leonard Weinglass. Han hade tidigare haft hand om några kända fall och snabbt blivit känd inom advokatvärlden. I Abu-Jamals försvar ingick nu också två experter på fall där dödsstraff utdömts, Daniel Williams och Steven Hawkins.
Under den här tiden började Abu-Jamal skriva ett omfattande material om allt från kommentarer till världsnyheter till behandlingen av fångar i USA. Då Abu-Jamal blev allt mer känd växte önskan bland hans motståndare om att få honom avrättad.
Den nye republikanske guvernören i Pennsylvania, Tom Ridge, hade vunnit valet 1990 med löfte om att få Abu-Jamal avrättad. 1995 lämnade Weinglass in en begäran om att målet skulle ta upp i en post-conviction relief act hearing. Detta innebär att en statlig domstols domare går i en prövning igenom fakta från den första rättegången. Nya bevis och vittnesmål kan också läggas fram i syfte att ansöka om målet ska tas upp i högsta domstolen. Domaren i den prövningen brukar oftast vara den domare som dömde första rättegången. Trots att domare Sabo hade gått i pension blev det han som ledde förhandlingarna. Weinglass mål med förhandlingarna var att lyfta fram fel i den första rättegången. Detta inkluderade underkännandet av möjliga svarta jurymedlemmar och undanhållanden av bevis. För att göra detta var Weinglass tvungen att kalla in vittnen och få svar och dokument från polisen. Sabo avslog försvarets alla önskemål. För honom var snabbhet viktigast och han ville inte lyssna på nya bevis.
Några månader efter förhandlingarna upptäckte Abu-Jamals advokater att staten hade läst deras e-brev till sin klient. Mejlen avslöjade bland annat att Abu-Jamals advokater tänkte lämna in ett överklagande den 5 juni 1995. Informationen skickades vidare till Tom Ridge som gav tillstånd till avrättning av Abu-Jamal 11 veckor senare. Sabo hävde tillståndet för avrättningen tio dagar innan den skulle äga rum.
2001 avskedade Abu-Jamal hela sitt försvar, inklusive Leonard Weinglass och ersatte dem med två relativt oerfarna advokater. Anledningen till detta var att Abu-Jamal kände att Weinglass et al. hade svikit honom. Det första Abu-Jamals nya advokater gjorde var att offentliggöra två skriftliga intyg från Abu-Jamal och hans bror William Cook om vad som hände natten då Daniel Faulkner mördades. De offentliggjorde även en skriftlig försäkran från Arnold Beverly. Han är yrkeskriminell och påstod att han fick betalt för att mörda Daniel Faulkner.
Abu-Jamal berättade i sin skriftliga försäkran följande: "I did not shoot Police Officer Daniel Faulkner. I had nothing to do with the killing of officer Faulkner. I am innocent". Anledningen till att han inte hade sagt sin version om vad som hade hänt tidigare var att han vid rättegången hade blivit nekad alla sina rättigheter.
1999 lämnade Abu-Jamals dåvarande advokat Leonard Weinglass in en skriftlig överklagan, habeas corpus, till den federala domstolen. Den försvarande kan i en habeas corpus ta upp händelser utanför rättegången. Vanligtvis brukar överklagan bestå av till exempel klagomål på bristande försvar vid den första rättegången.
2001 avslog den federala domaren William Yohn försvarets alla yrkanden, som de hade lämnat in två år tidigare, utom på en punkt. Han kom fram till att de instruktioner som Albert Sabo hade gett till juryn när de skulle bestämma straff under rättegången kunde ha varit vilseledande. Detta ledde till att Abu-Jamals dödsdom upphävdes och fallet väntade på ett avgörande som kom i januari 2010 och USA:s högsta domstol avslog begäran för en ny rättslig prövning. Fallet hamnar nu i appellationsdomstolen i Philadelphia för ny behandling.